# Ákos Eleőd

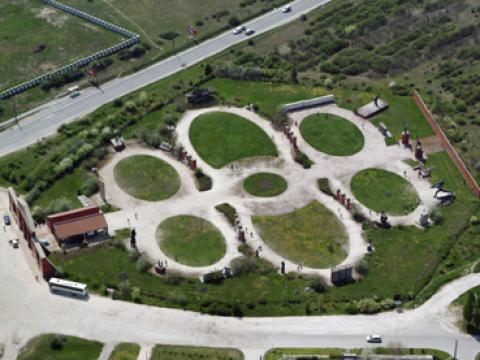
Szoborpark

Ákos Eleőd é um arquitecto húngaro. É autor do Szoborpark, um parque de estátuas do período comunista, localizado em Budapeste, na Hungria.
Formou-se em arquitectura pela Universidade de Tecnologia de Budapeste em 1986. Doutorou-se em 1993 em engenharia de edifícios históricos.